# Roger Santiváñez
Roger Santiváñez (Piura, Perú, 25 de mayo de 1956) es un poeta y literato peruano.

## Reseña biográfica
Inició estudios en Ciencias de la Tecnología y Artes Liberales en 1973 en la Universidad de Piura. Dos años más tarde se trasladaría a Lima para estudiar Literatura en la Universidad Nacional Mayor de San Marcos. En 1976 comenzó a formar parte del grupo Hora Zero, junto a Enrique Verástegui, Juan Ramirez Ruiz, Dalmacia Ruiz-Rosas, entre otros. En la década de los ochenta, fundará otro colectivo de poesía, Kloaka, interesado en integrar el lenguaje de los barrios populares limeños y la jerga al discurso poético. En este grupo también participaron los poetas Domingo de Ramos, Mariela Dreyfus, Mary Soto y José Antonio Mazzoti. 
Entre sus poemarios destacan Antes de la muerte (1979), El Chico que se declaraba con la mirada (1988), "Symbol" (1991) y Labranda (2008). Se han publicado antologías de su obra tales como Dolores Morales de Santivañez (2006) y Sagrado (2016).
Ha sido profesor en Saint Joseph's University, Filadelfia, y en Princeton University, New Jersey.

## Premios
- IV Juegos Florales (1973)[cita requerida]
- Premio de Poesía José María Eguren (2005)[cita requerida]